# Леттс (Айова)
Леттс (англ. Letts) — місто (англ. city) в США, в окрузі Луїза штату Айова. Населення — 363 особи (2020).

## Географія
Леттс розташований за координатами 41°19′47″ пн. ш. 91°14′8″ зх. д. / 41.32972° пн. ш. 91.23556° зх. д. (41.329803, -91.235630).  За даними Бюро перепису населення США в 2010 році місто мало площу 1,52 км², уся площа — суходіл.

## Демографія
Згідно з переписом 2010 року, у місті мешкали 384 особи в 148 домогосподарствах у складі 110 родин. Густота населення становила 253 особи/км².  Було 153 помешкання (101/км²).
Расовий склад населення:
| - 94,8 % — білих - 1,8 % — вихідців з тихоокеанських островів - 0,5 % — корінних американців - 1,3 % — осіб інших рас |

До двох чи більше рас належало 1,6 %. Частка іспаномовних становила 5,2 % від усіх жителів.
За віковим діапазоном населення розподілялося таким чином: 26,6 % — особи молодші 18 років, 58,3 % — особи у віці 18—64 років, 15,1 % — особи у віці 65 років та старші. Медіана віку мешканця становила 37,3 року. На 100 осіб жіночої статі у місті припадало 104,3 чоловіків;  на 100 жінок у віці від 18 років та старших — 95,8 чоловіків також старших 18 років.
Середній дохід на одне домашнє господарство  становив 52 832 долари США (медіана — 46 250), а середній дохід на одну сім'ю — 55 557 доларів (медіана — 53 750). Медіана доходів становила 40 000 доларів для чоловіків та 28 750 доларів для жінок. За межею бідності перебувало 16,5 % осіб, у тому числі 26,5 % дітей у віці до 18 років та 3,1 % осіб у віці 65 років та старших.
Цивільне працевлаштоване населення становило 201 осіб. Основні галузі зайнятості: виробництво — 27,4 %, освіта, охорона здоров'я та соціальна допомога — 19,4 %, будівництво — 11,4 %, сільське господарство, лісництво, риболовля — 9,5 %.